# 伊利亚·格拉祖诺夫
伊利亚·格拉祖诺夫（俄語：Илья Глазунов，1930年6月10日—2017年7月9日）是俄罗斯画家，教授，苏联人民艺术家（1980年），完整一至四级祖国功勋勋章持有人。

## 生平
出生于列宁格勒（现圣彼得堡）。父亲是历史学家。
在苏联苏德战争期间，父母在列寧格勒圍城戰中牺牲，只有他幸存了下来。1942年穿越“生命之路”来到拉多加湖，居住在大诺夫哥罗德地区附近的村庄。1944年返回故乡，就读于列宁格勒艺术中学。1951年至1957年在列宁格勒以伊·叶·列宾命名的绘画、雕塑和建筑学院（列宾美术学院）学习，师从鲍里斯·约干松。
1956年与尼娜结婚。1957年2月初在莫斯科的中央艺术馆举办了第一次个人画展，取得了巨大的成功。1978年开始在莫斯科艺术大学任教。1987年创立了俄罗斯绘画、雕塑与建筑学院，并担任校长，直至去世。
1986年5月24日妻子尼娜自杀。
2017年7月9日因心脏衰竭在莫斯科逝世。7月11日被埋葬在新圣女公墓。

## 作品与观点
他曾为苏联领导人勃列日涅夫作过肖像画，以及勃列日涅夫时代的重要场景，如修建貝阿鐵路的工人。也曾为中国作画。2004年10月11日上午，他的巨幅历史题材油画《伟大的中国》在北京“纪念中国和俄罗斯建交55周年”开展仪式上展出。
他以反犹太主义、俄罗斯爱国主义、君主主义和反民主主义的立场而闻名。在20世纪70年代，他反对莫斯科市的重新整修计划，因为大量历史遗迹将会毁于一旦。他与维亚切斯拉夫·奥夫琴尼科夫等艺术家联名上书政治局。重修项目因此被取消，这也促成了重修计划监督民事委员会的成立。他是基督救世主主教座堂整修工作的主要倡导者之一，也是全俄历史文化古迹保护协会的联合创始人。

## 荣誉

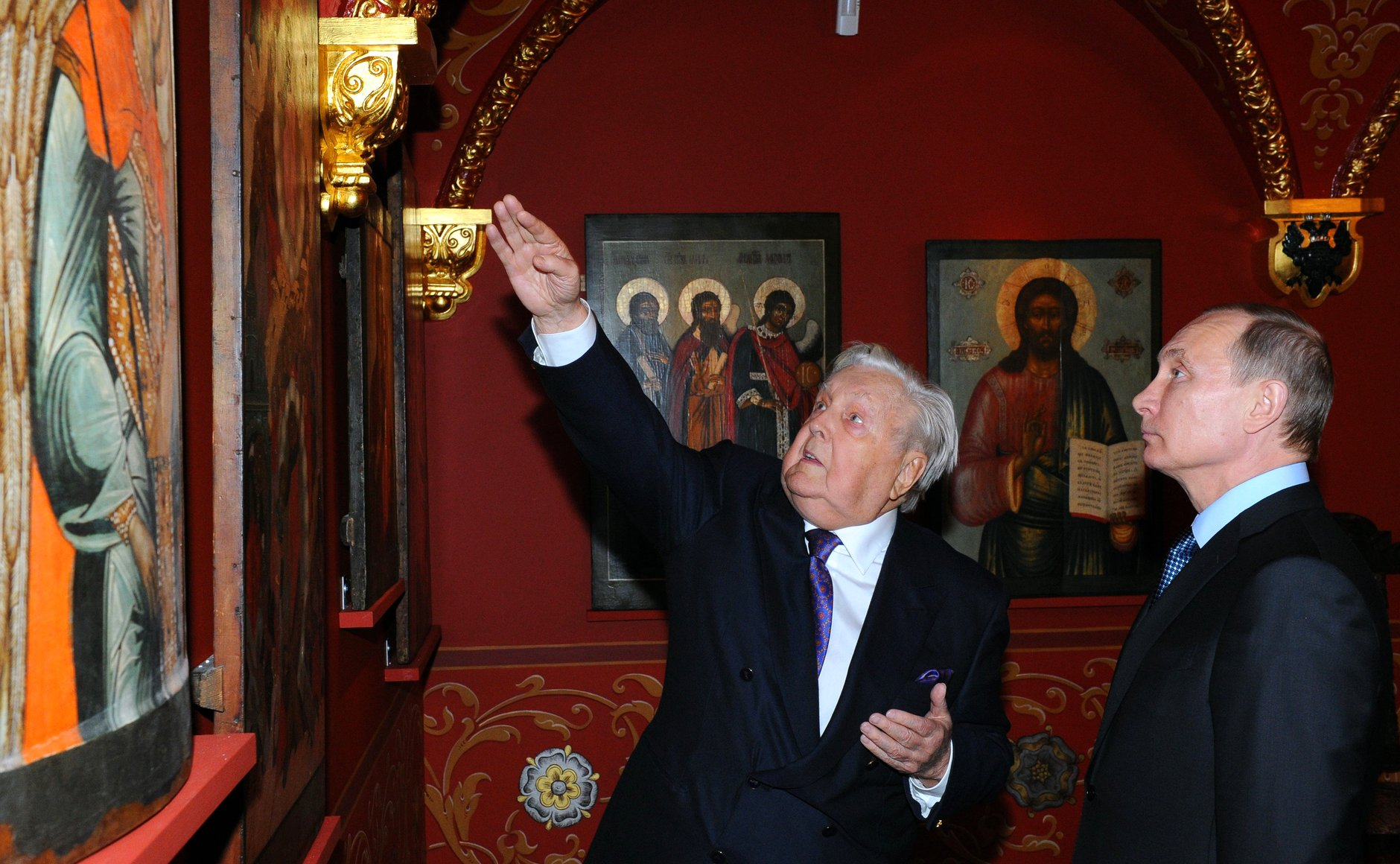
2015年6月2日与普京在博物馆

- 由苏联女天文学家柳德米拉·朱拉夫寥娃在1984年发现的小行星3616以他的姓命名[13]。
- 祖国功勋勋章
  - 一级（2010年6月10日）
  - 二级（2005年10月11日）
  - 三级（2000年6月9日）
  - 四级（1995年5月29日）
- 劳动红旗勋章（1985年9月24日）
- 苏联人民艺术家（1980年6月6日）
- 俄罗斯苏维埃联邦社会主义共和国人民画家（1979年6月29日）
- 俄罗斯苏维埃联邦社会主义共和国功勋艺术工作者（1973年11月28日）
- 俄罗斯联邦国家奖（1997年）- 对克里姆林宫的整修工作